# A Quiet Supper for Four
A Quiet Supper for Four  è un cortometraggio muto del 1916 diretto da Al E. Christie (Al Christie) e interpretato da Eddie Lyons, Lee Moran e Betty Compson.

## Produzione
Il film fu prodotto dalla Nestor Film Company.

## Distribuzione
Distribuito dall'Universal Film Manufacturing Company, il film - un cortometraggio in una bobina - uscì nelle sale cinematografiche statunitensi l'11 febbraio 1916.